# Lycée Jeanne-d'Arc (Rouen)
Pour les articles homonymes, voir Lycée Jeanne-d'Arc.
Le lycée Jeanne-d'Arc est l'un des six lycées publics de la ville de Rouen, situé actuellement rue Sainte-Geneviève-du-Mont. Il propose un internat aux élèves préparant leur baccalauréat.

## Histoire

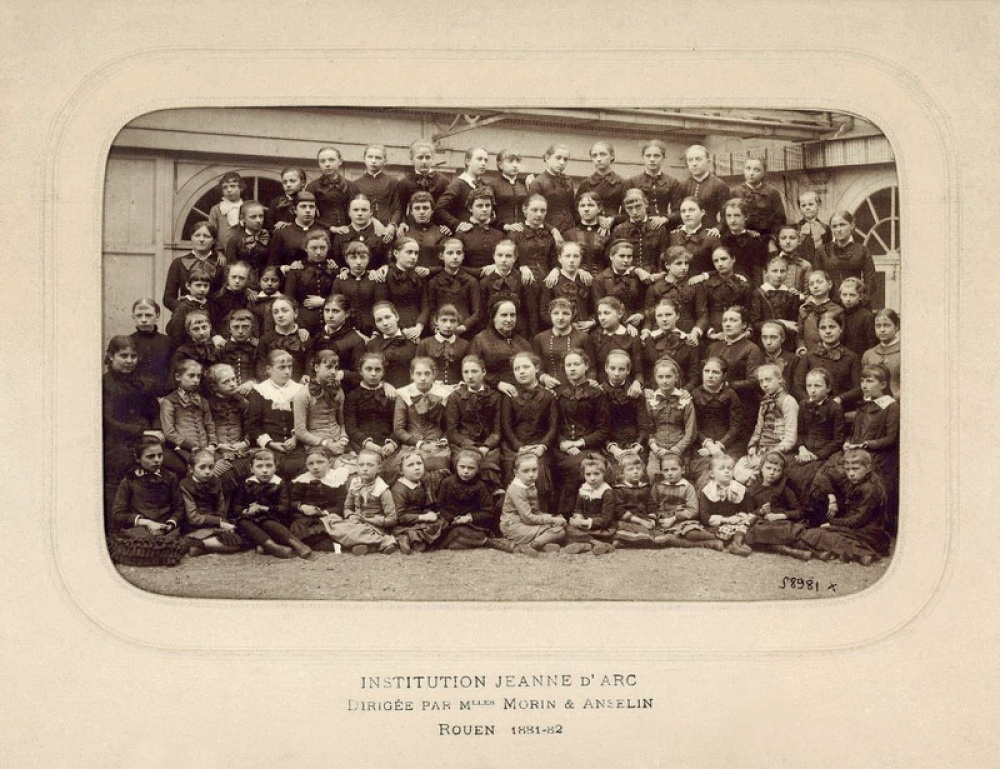
L'institution Jeanne-d'Arc à Rouen, dirigée par Morin & Anselin, photographiée par Jules David en 1881-1882.

Le 1er octobre 1882, est officiellement publié le décret de création du deuxième lycée de jeunes filles en France. Situé entre la rue Saint-Patrice et le boulevard Jeanne-d’Arc (aujourd’hui boulevard de la Marne), dans un ancien hôtel particulier, l'hôtel d’Arras, le lycée prend en 1896 le nom de la pucelle d'Orléans pour devenir le lycée Jeanne-d'Arc. En 1910, le lycée contient déjà 6 classes de primaire et 7 classes de secondaire.
En 1974, après 92 années d’enseignement dans l’hôtel d’Arras, le lycée Jeanne-d'Arc a cédé sa place au collège Barbey-d’Aurévilly. En effet, afin d'accueillir plus d'élèves et de leur proposer de nouvelles formations (artistiques essentiellement) un nouveau lycée a été construit entre la rue du Mont et la rue des Capucins, à l'emplacement du deuxième couvent des Visitandines.
Le conservatoire à rayonnement régional, situé avenue de la Porte-des-Champs est inauguré en 1977 et permet l'enseignement du théâtre, de la musique et de la danse.
À la fin des années 1990, la région Haute-Normandie lance un vaste programme de rénovation de ses lycées. Le lycée Jeanne-d'Arc en bénéficie et l'ensemble des bâtiments sont rénovés jusqu'en janvier 2009. Entre autres, un nouvel internat est créé près du conservatoire, à côté de l'internat du lycée Corneille.

## Enseignements proposés

### Jusqu'au baccalauréat
Le lycée Jeanne-d'Arc est considéré comme un lycée à prédominance littéraire et artistique mais demeure général. 
Il propose depuis la rentrée 2019 différents enseignements de spécialité en classes de 1re et de terminale.
- Arts : Arts Plastiques, Théâtre, Musique ou Histoire des arts
- Histoire-géographie, géopolitique et sciences politiques
- Humanités, Littérature et Philosophie
- Langues, Littérature et Cultures étrangères
- Littérature et LCA (Latin ou Grec)
- Mathématiques
- Physique-Chimie
- Sciences de la Vie et de la Terre
- Sciences Économiques et Sociales
- Numérique et Sciences Informatiques (Enseignement mutualisé)

Les enseignements optionnels sont les suivants :
- LCA : Latin et Grec
- EPS
- Arts Plastiques
- Musique
- Théâtre
- Chinois
- Italien
- Russe
- Création et Culture Design

En Terminale, les élèves peuvent également suivre les enseignements de Mathématiques complémentaires, Mathématiques ou de Droits et Grands Enjeux du Monde Contemporain.
L'enseignement technologique est également riche avec :
- la filière STMG propose les spécialités Ressources Humaines et Communication, Gestion-Finance, et Mercatique.
- la filière STD2A :  le Lycée Jeanne d’Arc de Rouen est le seul lycée de l’académie de Rouen à proposer ces formations qui visent à développer l’esprit créatif dans la compréhension et le respect de contraintes fonctionnelles, formelles et technologiques. Elle englobe les domaines du design-produit, graphique, textile et environnement.
- la filière TMD : cette formation s’adresse aux instrumentistes et aux danseurs (série TMD, Technique de la Musique et de la Danse) qui suivent un enseignement professionnel au Conservatoire National de Région. Les horaires aménagés leur garantissent une entière compatibilité entre les études au lycée et au Conservatoire. L’objectif de cette section est de permettre aux musiciens et aux danseurs de concilier un enseignement technique élevé avec un enseignement général, débouchant sur un diplôme reconnu dans la profession.

### Formations post-bac
- Diplôme National Métiers d’Art et Design (DN MADE), mention Graphisme, depuis septembre 2019
  - Parcours 1 : identités visuelles : textes, images fixes, animées, interactives
  - Parcours 2 : éditions multi-supports fixes, animées et interactives)
- BTS Communication
- BTS Gestion de la PME

Le lycée abrite aussi des CPGE littéraires (Khâgne LSH).

## Classements

### Classement du Lycée
En 2018, le lycée se classe 14e sur 68 au niveau départemental quant à la qualité d'enseignement, et 1 104e au niveau national. Le classement s'établit sur trois critères : le taux de réussite au bac, la proportion d'élèves de première qui obtient le baccalauréat en ayant fait les deux dernières années de leur scolarité dans l'établissement, et la valeur ajoutée (calculée à partir de l'origine sociale des élèves, de leur âge et de leurs résultats au diplôme national du brevet).

### Population scolaire
| 2012  | 2013  | 2014  |
| ----- | ----- | ----- |
| 1 471 | 1 439 | 1 384 |

## CPGE[5]
La section se compose de deux classes de Lettres Supérieures (hypokhâgne) et d'une classe de Première Supérieure ENS Lyon (khâgne).
La formation est accessible aux titulaires d’un bac général, qui doivent postuler via Parcoursup.
La CPGE doit permettre aux étudiants d’acquérir de bonnes méthodes de travail et une solide culture pluridisciplinaire (lettres, langues, sciences humaines).

### Enseignements[6]
- 1re année : Lettres / Histoire / Philosophie / Culture et langue de l’Antiquité / Anglais en LVA / Allemand ou Espagnol en LVB / Géographie

Enseignements complémentaires (OPTION) : Latin et/ou grec / Géographie / Cinéma / Complément en sciences humaines et préparation concours IEP
- 2e année : spécialisation : Histoire et Géographie / Lettres Modernes/ Anglais / Cinéma - Audiovisuel / Lettres classiques

Enseignement de Tronc commun : Lettres / Philosophie / Histoire / Géographie / Langue vivante

### Débouchés
- Les IEP de province
- Les ENS (École normale supérieure) de Lyon et Ulm
- Les écoles de management du groupe ECRICOME (dont Rouen Business School)
- Les écoles du groupe BCE (dont HEC, ESSEC…)
- Les écoles de management, de communication, d’interprétariat et de traduction (ESIT, ISIT (Inst Catholique), le CELSA, , etc.
- L’ISIT
- Les carrières du cinéma (Femis, École nationale supérieure des métiers de l'image et du son)
- Tous nos étudiants sont inscrits en parallèle à l’Université. Conventions avec l’Université de Rouen-Normandie et avec l'Université Paris-Sorbonne

### Résultats
Tous les étudiants obtiennent leurs équivalences à l’Université
Des admis sur concours à Audencia Nantes ; INSEEC Paris ; Grenoble École de management ; à  l’ISIT 3e année ; à l’IEP Rennes et à l'IEP de Saint-Germain-en-Laye ; au CAPES et à l'Agrégation ; à l'ENS Lyon et ENS Ulm

### Les petits plus
- parrainage des 1res années
- le lycée Jeanne-d'Arc fête chaque année les langues et cultures de l'Antiquité gréco-latine dans la Journée Académique des Langues Vivaces qui réunit tous les amoureux fervents (jeunes collégiens, lycéens, étudiants et adultes), du latin et du grec et les savants, pour des conférences, performances artistiques et débats, avec chaque année des invités reconnus internationalement dans le domaine, tels que Pierre Judet de La Combe, Heinz Wismann, Florence Dupont, Philippe Brunet, Anne-Lise Darras-Worms, etc.
- voyage de fin d'année pendant une semaine : thématique histoire, culture antique et arts (Italie, Grèce, Pays-Bas)
- participation au Festival Premiers Plans d'Angers

## Personnalités liées au lycée

### Professeurs
- Colette Audry, professeure de lettres, écrivaine, scénariste
- Simone de Beauvoir, professeure de philosophie, philosophe, écrivaine
- Emmanuel Lascoux, helléniste et musicien
- Hadrien France-Lanord, professeur de philosophie
- Jean-Marie Nicolle, professeur de philosophie
- Colette Privat, professeure de lettres classiques, femme politique
- Odile Tobner, professeure de lettres, écrivaine

### Élèves
- Vincent Delerm, auteur-compositeur-interprète
- Jean-Michel Dupuis (1955-2024), acteur
- Annie Ernaux, écrivaine
- Denise Holstein, écrivaine
- Thomas Jolly, acteur, metteur en scène
- Maylis de Kerangal, écrivaine
- Olga Kosakiewicz, comédienne
- Valérie Lemercier, actrice, humoriste, réalisatrice
- Claudine Loquen, peintre, sculptrice, illustratrice
- Frédéric Veille, journaliste